# Eduard Hauser
Eduard Hauser   (Suïssa, 26 de novembre de 1948) és un esquiador de fons suís, ja retirat, que va competir entre finals de la dècada de 1960 i el 1981.
Durant la seva carrera esportiva va prendre part en tres edicions dels Jocs Olímpics d'Hivern, el 1972, 1976 i 1980. El 1972, a Sapporo, guanyà la medalla de bronze en la prova del relleu 4x10 quilòmetres del programa d'esquí de fons. Formà equip amb Alfred Kälin, Albert Giger i Alois Kälin. En posteriors participacions als Jocs destaca una cinquena posició en la mateixa prova el 1976 i la setena el 1980.